# Anolis brevirostris
Anolis brevirostris este o specie de șopârle din genul Anolis, familia Polychrotidae, descrisă de Bocourt 1870.

## Subspecii
Această specie cuprinde următoarele subspecii:
- A. b. brevirostris
- A. b. deserticola
- A. b. wetmorei